# Волф Месинг
Волф Григориевич Месинг (* 10 септември 1899 г. в Гура Калвария, Руска Полша, † 8 ноември 1974 г. в Москва) е ясновидец и телепат, който се представя като менталист.
Той идва от еврейско семейство в Гура Калвария и започва да се изявява като четец на мисли още когато е малък. През 1939 г., след германската инвазия в Полша и избухването на Втората световна война, той бяга в Съветския съюз. Цялото му семейство, изглежда, е загинало в Майданек и варшавското гето.
През 1965 г. списанието „Наука и религия“ публикува предполагаемите мемоари на Месинг. Той съобщава за телепатия и различни предчувствия, за които се твърди, че са предизвикали интереса на Алберт Айнщайн, Зигмунд Фройд, Сатия Сай Баба, Йосиф Сталин и други. Твърди се, че Месинг се е срещал лично на няколко пъти със Зигмунд Фройд и Йосиф Сталин. Истинността на тези твърдения, както и многобройните анекдоти за Месинг, не е гарантирана; например Волф Месинг не е включен в индекса на различни трудове за Зигмунд Фройд или в индексния том на Събраните произведения на Фройд, публикувани от С. Фишер през 1968 г.
Заслужил артист на РСФСР (1971).